# Смена (фотоаппарат, 1953—1962)
«Сме́на» — малоформатный шкальный фотоаппарат, разработанный в 1952 году, производился с 1953 по 1962 год ГОМЗ (Ленинград) и в 1958 году Минским заводом ММЗ (ныне БелОМО). Кроме того, с конца 1950-х годов выпускался в Китае под названием «Янцзы».

## Описание
Корпус бакелитовый, задняя стенка съёмная.
Применялась фотоплёнка типа 135 в стандартных кассетах.
Обратная перемотка плёнки отсутствовала, отснятая плёнка подавалась в пустую кассету.
Перемотка плёнки головкой. Взвод затвора раздельный от перемотки плёнки. На ранних выпусках имелась отдельная кнопка разблокировки перемотки, в дальнейшем эта функция сблокирована с кнопкой спуска.
Затвор центральный, значения выдержек 1/200 — 1/10 и «В».
Объектив Триплет «Т-22» 4,5/40. Фокусировка от 1,3 м до «бесконечности» по шкале расстояний.
Диафрагмирование объектива от f/4,5 до f/22.
Видоискатель оптический параллаксный.
Синхроконтакт «Х» устанавливался только на части выпуска. Имеется обойма для крепления съёмного дальномера (или фотовспышки).
Всего произведено 1 774 847 шт.

## Галерея

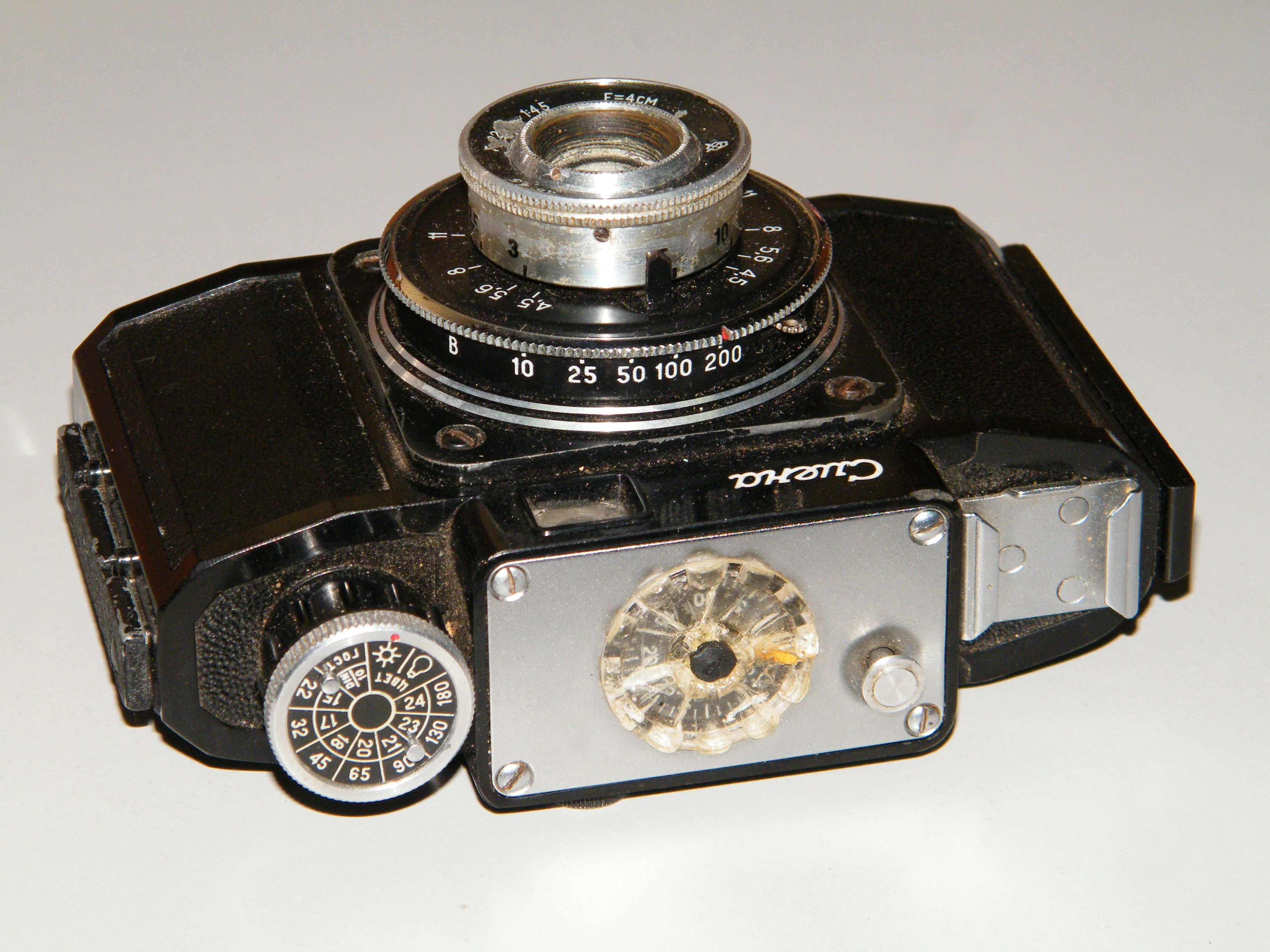
Верхняя панель
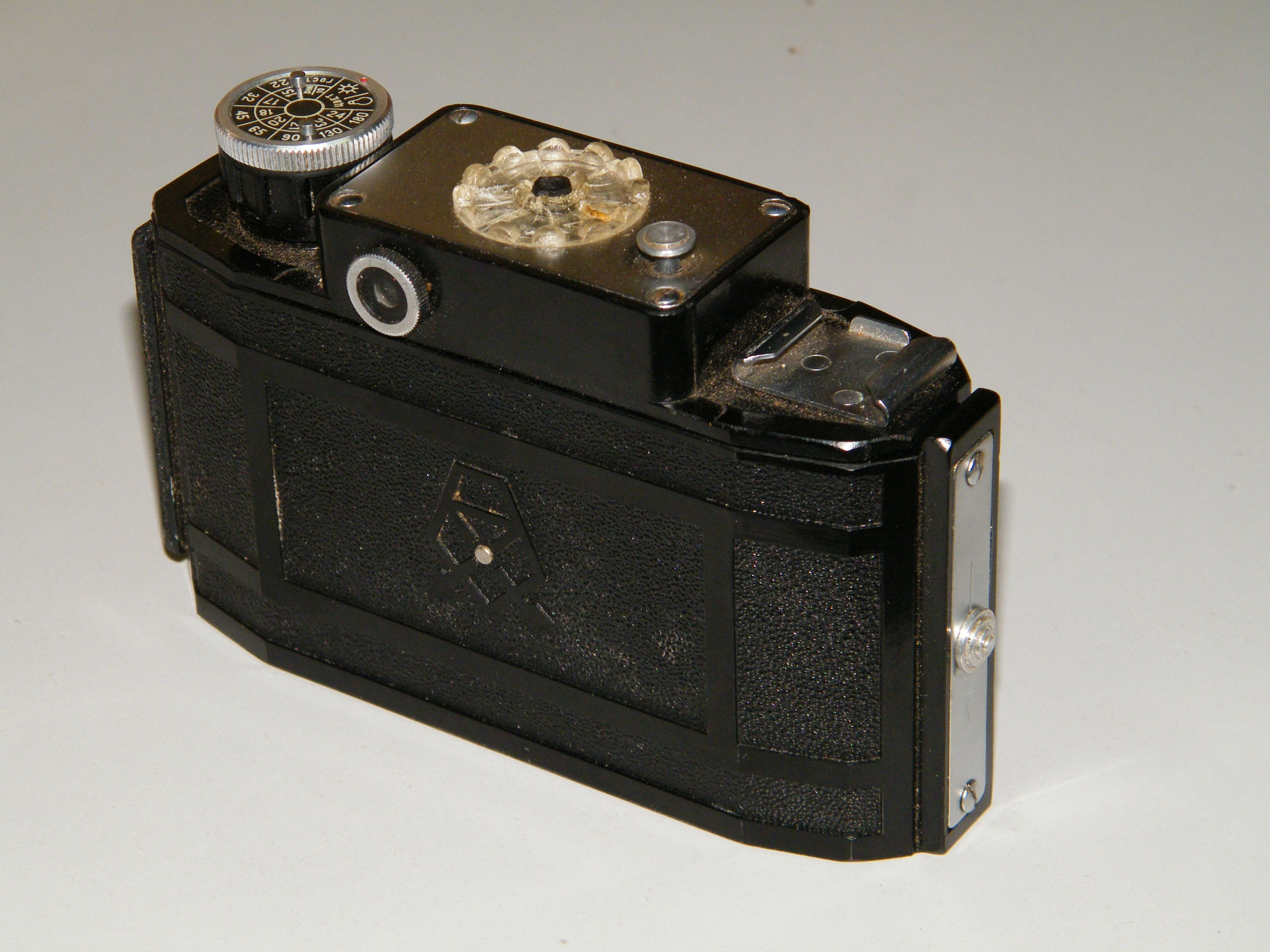
Задняя стенка
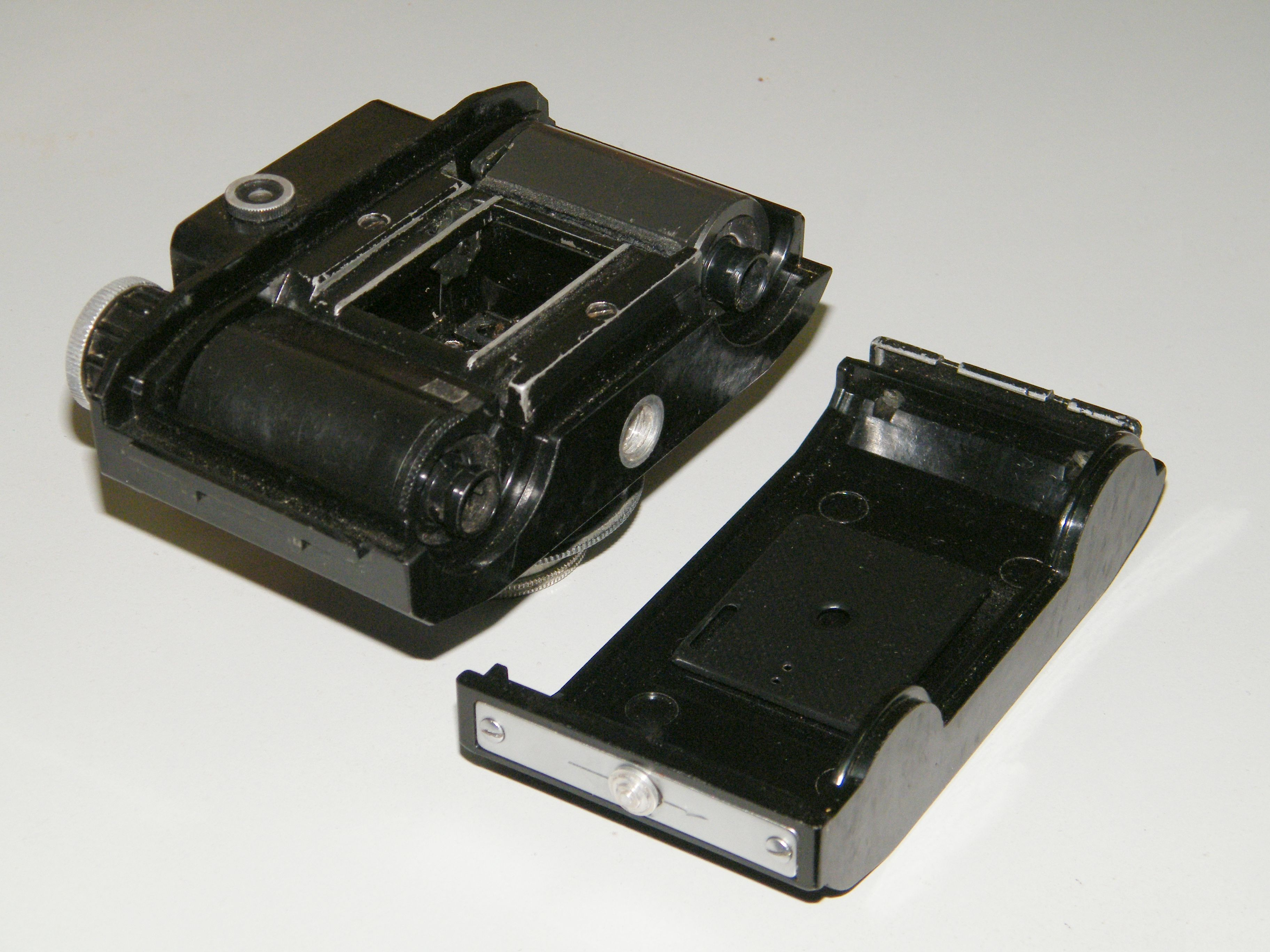
Задняя стенка снята, вставлены две кассеты
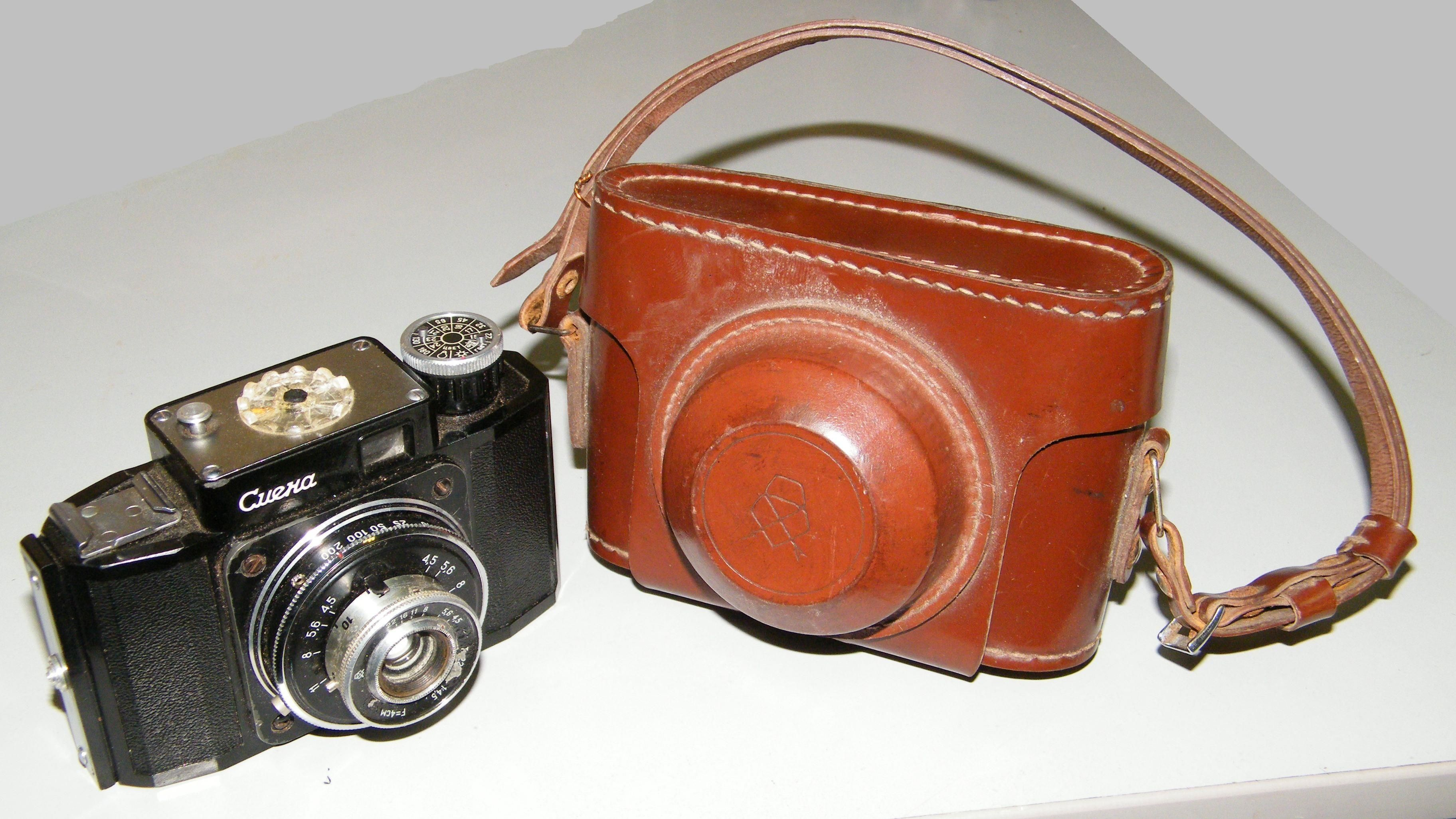
Фотоаппарат и футляр